# Пітер Тейлор (футболіст, 1953)
Пітер Джон Тейлор (англ. Peter John Taylor, 3 січня 1953, Саутенд-он-Сі) — англійський футболіст, фланговий півзахисник. По завершенні ігрової кар'єри — тренер.

## Клубна кар'єра
У дорослому футболі дебютував 1970 року виступами за команду «Саутенд Юнайтед», в якій провів три сезони, взявши участь у 75 матчах чемпіонату.
Своєю грою за цю команду привернув увагу представників тренерського штабу клубу «Крістал Пелес», до складу якого приєднався 1973 року. Відіграв за лондонський клуб наступні три сезони своєї ігрової кар'єри. Більшість часу, проведеного у складі «Крістал Пелес», був основним гравцем команди.
1976 року уклав контракт з клубом «Тоттенхем Хотспур», у складі якого провів наступні чотири роки своєї кар'єри гравця. Граючи у складі «Тоттенхем Хотспур» також здебільшого виходив на поле в основному складі команди.
Згодом, з 1980 по 1983 рік грав у складі «Лейтон Орієнт» та в оренді за «Олдем Атлетик».
Завершив професійну ігрову кар'єру у нижчоліговому клубі «Ексетер Сіті», за команду якого виступав протягом 1983—1984 років.

## Виступи за збірну
1975 року дебютував в офіційних матчах у складі національної збірної Англії. Протягом кар'єри у національній команді, яка тривала усього 2 роки, провів у формі головної команди країни 4 матчі, забивши 2 голи.

## Кар'єра тренера
Розпочав тренерську кар'єру невдовзі по завершенні кар'єри гравця, 1986 року, очоливши тренерський штаб клубу «Дартфорд».
Надалі очолював клуби «Саутенд Юнайтед», «Довер Атлетік», «Джиллінгем», Англія, «Лестер Сіті», «Брайтон енд Хоув», «Галл Сіті», «Крістал Пелес», «Стівенедж Боро» та «Вікомб Вондерерз». Крім того двічі був тренером молодіжної збірної Англії та у 2000 році виконувачем обов'язків тренера національної збірної Англії
У 2010—2011 роках очолював тренерський штаб команди «Бредфорд Сіті», з якого був звільнений через незадовільні результати команди.
З 11 липня 2011 — тренер збірної Бахрейну, звільнений з цієї посади 17 жовтня 2012 року.
Повернувшись на батьківщину, 2013 року отримав запрошення очолити молодіжну збірну Англії U-20, робота з якою виявилася невдалою. Згодом знову був тренером «Джиллінгема», а також деякий час пропрацював в Індії з командою клубу «Керала Бластерс».

## Титули і досягнення
Тренер
- Переможець Панарабських ігор: 2011